# Площадь Блюхера (Хабаровск)

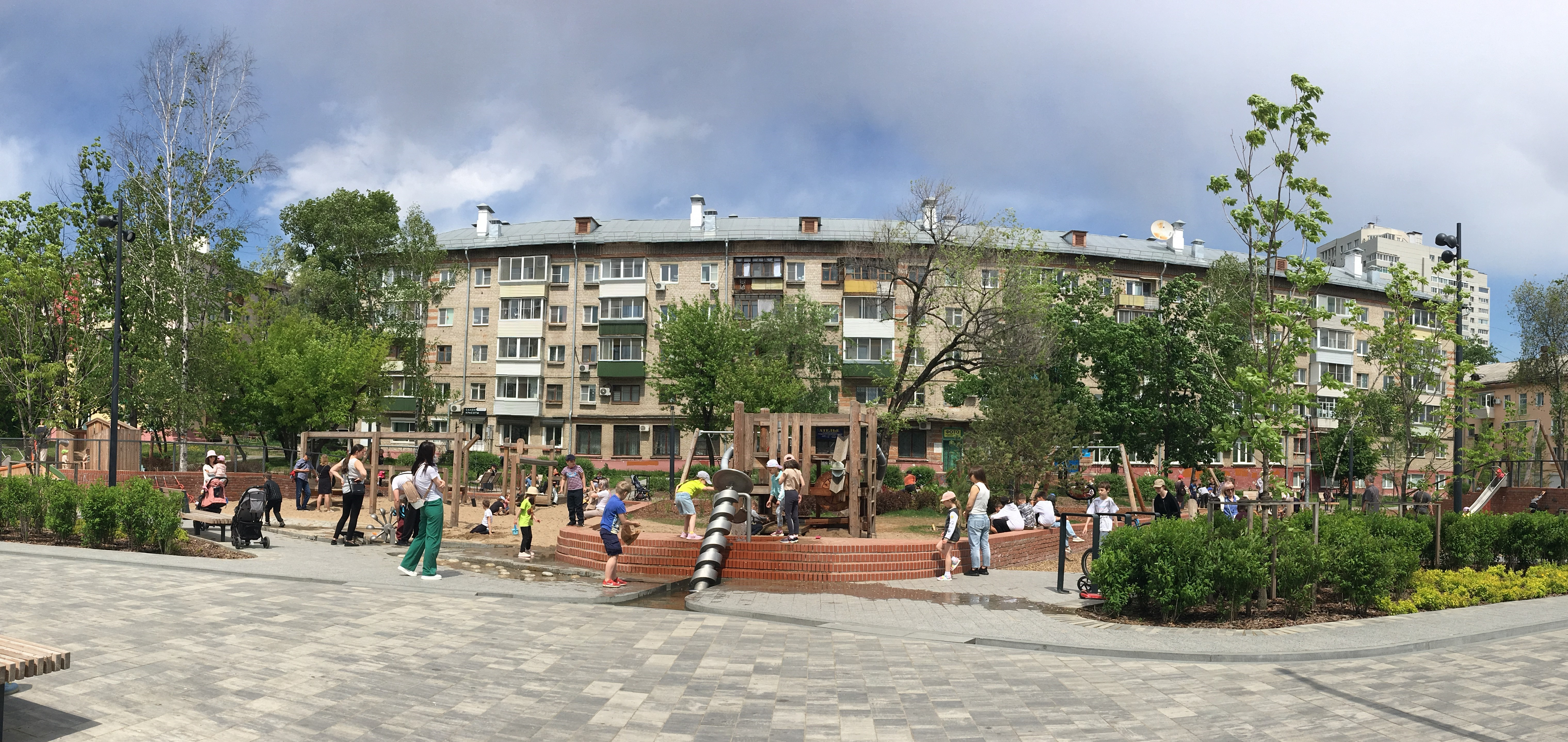
Панорама площади Блюхера

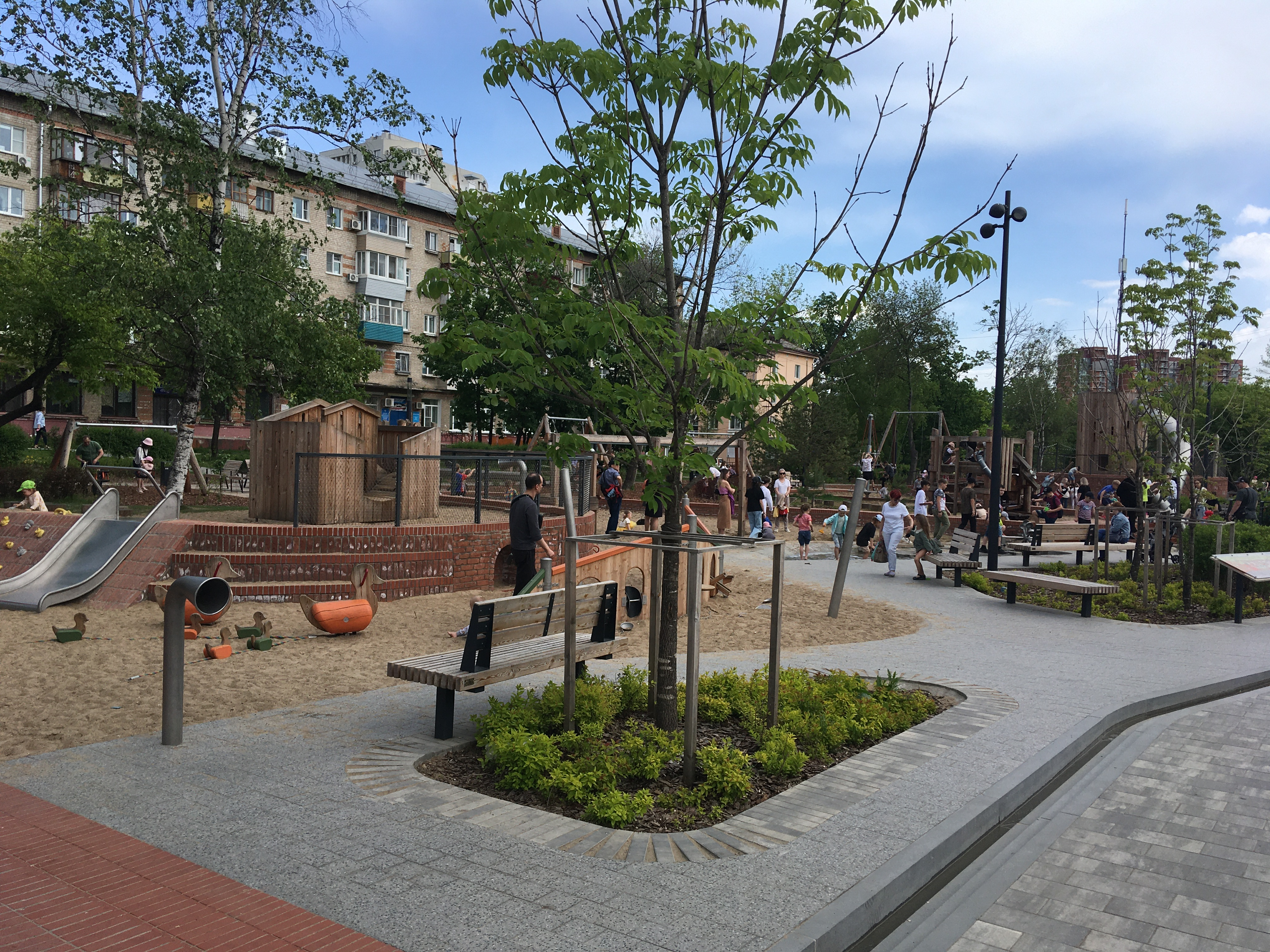
Детская площадка на площади Блюхера

Площадь Блюхера — одна из площадей Центрального района города Хабаровска, находится в середине улицы Ленина на пересечении ее с улицей Пушкина.
Площадь названа в честь маршала Советского Союза, героя Гражданской войны Василия Константиновича Блюхера.

## История
Первое её название — Алексеевская, в честь церкви, которая стояла на перекрёстке улиц Ленина и Волочаевская. После гражданской войны эту территорию переименовали в Волочаевскую парковую зону, а затем и в Пожарскую.
Площадь была сформирована в 1940-е — 1960-е гг., при реконструкции улиц Ленина и Батарейной (Гамарника).
В связи со сносом нескольких одноэтажных деревянных домов дореволюционной постройки в 1970-е гг., контур участка увеличился.
6 апреля 1964 года решением хабаровского горисполкома ей присвоили имя маршала Советского Союза Василия Константиновича Блюхера. В 1982 году площадь получила современное название.
В 2022 году площадь открылась после масштабной реконструкции.
Решение о реконструкции площади было принято по итогам всероссийского онлайн-голосования в рамках федерального проекта «Формирование комфортной городской среды» нацпроекта «Жилье и городская среда».
Обновленную площадь Блюхера торжественно открыл 18 августа 2022 г. губернатор Хабаровского края Михаил Дегтярёв.

Губернатор Хабаровского края Михаил Дегтярев на открытии площади произнес:
Проект уникальный, новый для Хабаровска новый, с использованием современнейших материалов и технологий. Некоторые из них применялись в крае впервые. Это не просто детская площадка, а гармоничная зеленая зона отдыха, где интересно хабаровчанам всех возрастов.
Владимир Калина, руководитель дирекции регионального девелопмента компании-инвестора «ПИК» поделился:
Создание подобной площади тут — это наш первый опыт не только на Дальнем Востоке, а вообще за пределами столицы. У нас получилась современная общественная территория, построенная исходя из существующих сегодня принципов общения людей, коммуникаций, а также норм и философии градостроительства. 

## Устройство
Площадь по трём сторонам имеет активные транспортные потоки с двусторонним движением.
На площади располагаются спортивные площадки из натуральных материалов, обустроен искусственный ручей с игровыми элементами, зоны отдыха, газоны и большое количество зеленых насаждений. Также там располагается кафе, огромная детская площадка, фонтаны и территория для детских водных игр.
Для сохранности объекта по периметру площади установлены 8 камер видеонаблюдения.

## В искусстве

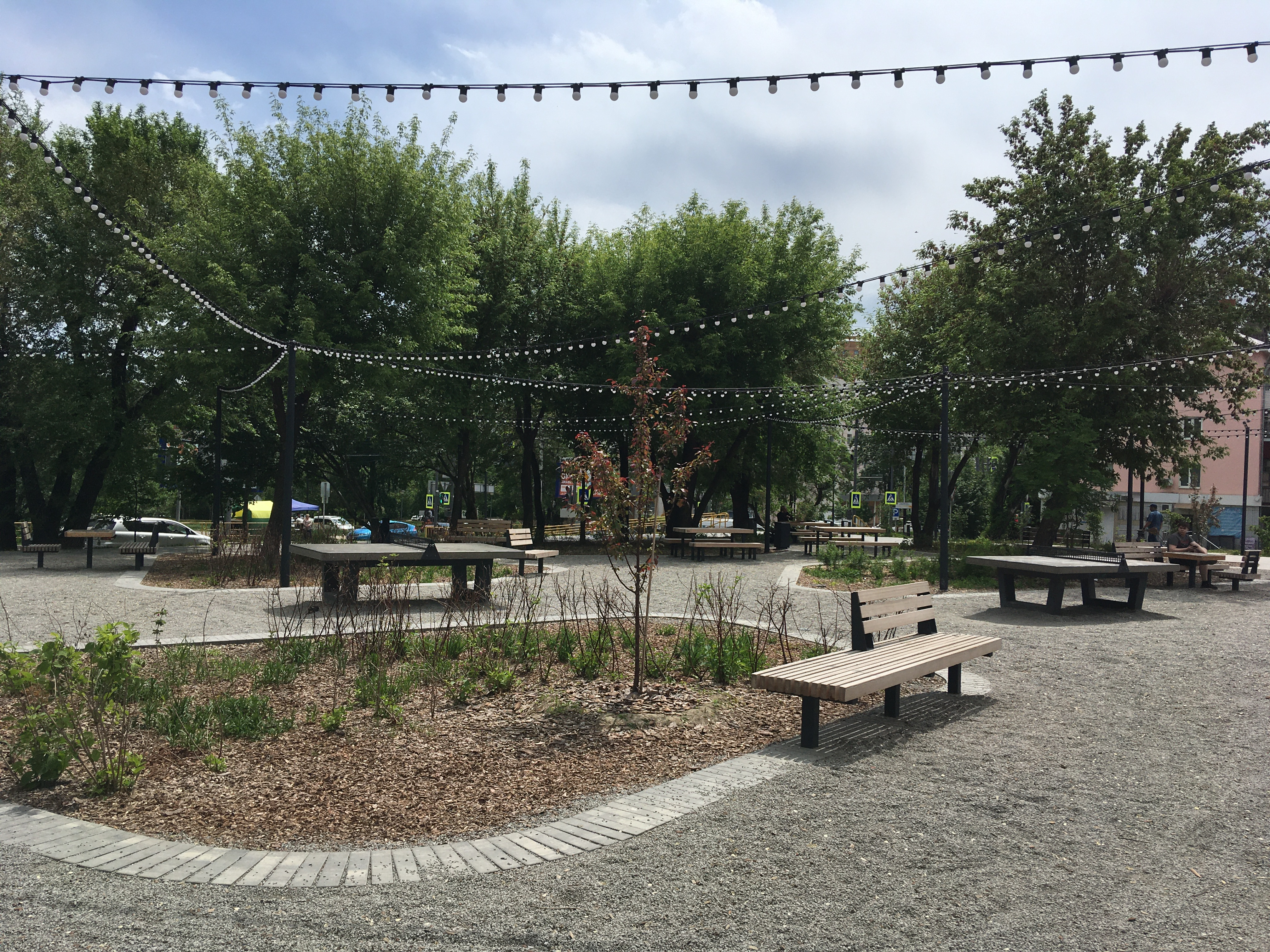
Клумба на площади Блюхера

Площадь изображена на литографии художника Николая Холодка 1985 года.